# Anionenlücke
Die Anionenlücke ist ein errechneter Stoffwechselparameter, der für Mediziner bei der Differentialdiagnose der metabolischen Azidose hilfreich ist.

## Berechnung
Die Anionenlücke wird berechnet, indem man die Blutserumkonzentrationen von Chlorid plus Bicarbonat (Anionen) von den Konzentrationen Natrium plus Kalium (Kationen) abzieht:
= ( [Na+]+[K+] )  –  ( [Cl−]+[HCO3−] )
In der alltäglichen Praxis wird die Kaliumkonzentration oft vernachlässigt, was folgende Berechnungsformel ergibt:
=  [Na+]   –  ( [Cl−]+[HCO3−] )

## Anwendung
Die Anionenlücke spiegelt die nicht erfassten Anionen im Plasma wider. Diese Anionen werden je nach Art der metabolischen Azidose unterschiedlich beeinflusst. Der primäre Nutzen der Berechnung der Anionenlücke besteht darin, die möglichen Ursachen der metabolischen Azidose bei einem Patienten einzugrenzen. Beispielsweise können bei einem Patienten, der eine normale Anionenlücke aufweist, Ursachen ausgeschlossen werden, die eine vergrößerte Anionenlücke verursachen würden.

## Normalwerte
Moderne Analysegeräte verwenden ionenselektive Elektroden. Bei dieser Messmethode liegt der Normbereich zwischen 3 und 11 mmol/l. Eine vergrößerte Anionenlücke liegt demnach vor, wenn der errechnete Wert über 11 mmol/l liegt; eine verkleinerte Anionenlücke liegt bei einem errechneten Wert von kleiner als 3 mmol/l vor.

## Interpretation und Ursachen
Die Anionenlücke kann entweder vergrößert, normal oder selten auch verringert sein.
Eine vergrößerte Anionenlücke kann einerseits darauf hindeuten, dass ein Verlust an HCO3− vorliegt, der nicht wie normalerweise durch Cl−, sondern durch andere, nicht gemessene Anionen wie Ketonkörper, Lactat, Phosphat und Sulfat ausgeglichen wird. Andererseits kann sie auch durch die krankhafte Vermehrung anderer Anionen (Ketonkörper, Lactat, Giftstoffe s. u.) entstehen.
Bei Patienten mit metabolischer Azidose und normaler Anionenlücke wird der HCO3−-Verlust durch einen Anstieg der Cl−-Konzentration ausgeglichen, weshalb diese Form der metabolischen Azidose auch als hyperchlorämische Azidose bezeichnet wird.

### Vergrößerte Anionenlücke (Additionsazidose)
Der Bikarbonatverbrauch wird durch nicht-gemessene Anionen ausgeglichen; somit entsteht eine vergrößerte Anionenlücke (Die durch vermehrte Zufuhr von Säuren oder verminderte Ausscheidung über die Nieren verursachte und durch Anhäufung von Wasserstoff-Ionen bedingte metabolische Azidose bezeichnet man als Additionsazidose).
Als Merkwort/Akronym für häufige Ursachen einer vergrößerten Anionenlücke dient KUSMEL - Ketoazidose, Urämie, Salicylate, Methanol, Ethanol, Laktatazidose.
- Urämie
- Laktatazidose
- Ketoazidose
  - Diabetische Ketoazidose
  - Alkoholismus
  - Mangelernährung
- Gifte oder Medikamente:
  - Ethanol
  - Ethylenglycol
  - Milchsäure
  - Methanol
  - Paraldehyd
  - Acetylsalicylsäure
  - Cyanid, gepaart mit erhöhter venöser Sauerstoffsättigung
  - Eisen
  - Isoniazid

### Normale Anionenlücke (hyperchlorämische Azidose,Subtraktionsazidose)
Normalerweise wird der Verlust an HCO3− durch Chlorid ausgeglichen. Dann liegt eine normale Anionenlücke (bei erhöhter Chloridkonzentration) vor.
- Gastrointestinaler Verlust HCO3− (= Durchfall) (Achtung: Erbrechen verursacht durch den Magensäure-Verlust eine hypochlorämische Alkalose)
- Renaler Verlust von HCO3− (Bei distal renal-tubulärer Azidose)
- Renale Funktionsstörung (Nierenversagen, Hypoaldosteronismus, distale renal-tubuläre Azidose)
- Orale Aufnahme von:
  - Ammoniumchlorid oder Acetazolamid
  - Hyperalimentation durch Flüssigkeiten (totale parenterale Ernährung)
- Einige Fälle von Ketoazidose, besonders unter Insulintherapie
- Alkohole (besonders Ethanol) können die Anionenlücke beeinflussen, indem sie die Alkohol-Dehydrogenase induzieren.

### Verkleinerte Anionenlücke
Eine verkleinerte Anionenlücke ist selten. Sie kann jedoch durch das Vorhandensein abnormal positiv geladener Proteine entstehen, beispielsweise bei multiplem Myelom oder bei verringertem Serum-Albuminspiegel.

## Anionenlücke im Urin
Die Anionenlücke im Urin (englisch urinary anion gap, UAG) dient der Differenzierung der hyperchlorämischen metabolischen Azidose. Bei chronischer metabolischer Azidose ist die Niere in der Lage, den Harn durch Ammoniumsekretion anzusäuren. In der Berechnung sind allerdings nur die im Urin gemessenen Na+-, K+- und Cl−-Konzentrationen enthalten.
= ( [Na+]+[K+] )  –  ( [Cl−] )
Der Normalbereich liegt hierbei bei 20 bis 60 mmol/l. Versucht die Niere nun eine extrarenal bedingte Azidose (z. B. Diarrhoe mit HCO3−-Verlust) zu kompensieren, wird die Anionenlücke im Urin negativ, da die Na+- und K+-Konzentrationen zu Gunsten der nicht in der Rechnung enthaltenen NH4+-Kationen abnehmen. Bei einer renal-tubulären Azidose bleibt die Lücke allerdings weiterhin positiv.